# دييغو سانشيز كارفاغال
دييغو سانشيز كارفاغال (بالإسبانية: Diego Sánchez)‏ هو لاعب كرة قدم تشيلي، ولد في 8 مايو 1987 في سانتياغو في تشيلي. شارك مع منتخب تشيلي لكرة القدم. أما مع النوادي، فقد لعب مع نادي بالستينو ويونيون إسبانيولا.

## وصلات خارجية
- دييغو سانشيز كارفاغال على موقع قاعدة بيانات كرة القدم.إي يو (الإنجليزية)
- دييغو سانشيز كارفاغال على موقع Soccerway.com (الإنجليزية)
- دييغو سانشيز كارفاغال على موقع عالم كرة القدم.نت (الإنجليزية)